# Seznam vrcholů v Busově

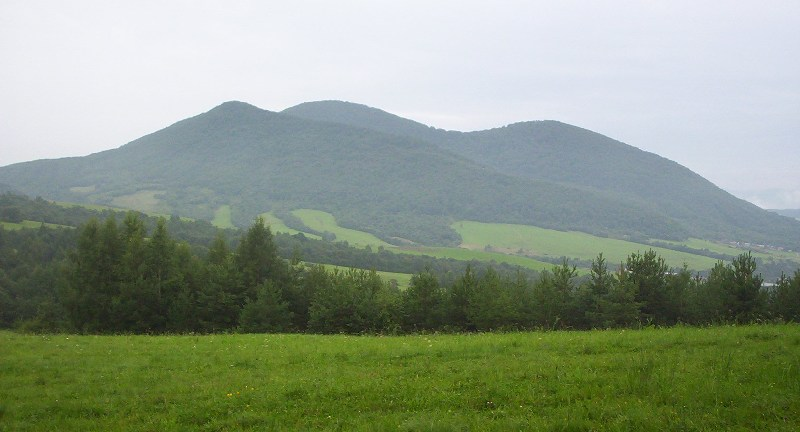
Busov (1002 m)

Seznam vrcholů v Busově zahrnuje pojmenované busovské vrcholy s nadmořskou výškou nad 700 m. K sestavení seznamu bylo použito map dostupných na stránkách hiking.sk. Jako hranice pohoří byla uvažována hranice stejnojmenného geomorfologického celku.

## Seznam vrcholů
| #   | Vrchol           | Výška (m) | Souřadnice                       | Přístup                                             |
| --- | ---------------- | --------- | -------------------------------- | --------------------------------------------------- |
| 1.  | Busov            | 1002      | 49°23′18″ s. š., 21°09′45″ v. d. | zelená turistická značka                            |
| 2.  | Lackova          | 997       | 49°25′42″ s. š., 21°05′46″ v. d. | červená turistická značka                           |
| 3.  | Pálenica         | 914       | 49°23′37″ s. š., 21°09′58″ v. d. | neznačeno                                           |
| 4.  | Stebnícka Magura | 899       | 49°21′38″ s. š., 21°14′44″ v. d. | červená turistická značka · modrá turistická značka |
| 5.  | Ostriež          | 893       | 49°22′02″ s. š., 21°13′48″ v. d. | neznačeno                                           |
| 6.  | Javorina         | 881       | 49°26′51″ s. š., 21°15′50″ v. d. | červená turistická značka                           |
| 7.  | Pivnica          | 857       | 49°22′54″ s. š., 21°10′10″ v. d. | neznačeno                                           |
| 8.  | Sivá skala       | 837       | 49°24′14″ s. š., 21°07′15″ v. d. | neznačeno                                           |
| 9.  | Mníchov          | 808       | 49°21′11″ s. š., 21°13′48″ v. d. | neznačeno                                           |
| 10. | Slaviská         | 806       | 49°24′10″ s. š., 21°12′30″ v. d. | červená turistická značka                           |
| 11. | Priehyba         | 795       | 49°24′44″ s. š., 21°06′47″ v. d. | neznačeno                                           |
| 12. | Karkuláž         | 788       | 49°26′03″ s. š., 21°14′25″ v. d. | červená turistická značka                           |
| 13. | Hrb              | 764       | 49°24′07″ s. š., 21°10′38″ v. d. | neznačeno                                           |
| 14. | Suchý vrch       | 743       | 49°24′26″ s. š., 21°16′13″ v. d. | neznačeno                                           |
| 15. | Kamenica         | 728       | 49°21′19″ s. š., 21°12′47″ v. d. | neznačeno                                           |